# Elisabeth Bang
Elisabeth Bang, född 26 september 1922 i Skedsmo, död 28 september 2009 i Bærum, var en norsk skådespelare och sceninstruktör. 
Bang var anställd på Det Nye Teater 1945–1946, Det Norske Teatret 1946–1948 och från 1952, och på Nationaltheatret 1948–1950. Bland hennes roller märks Ragnhild i Olav Duuns Medmenneske, titelrollen i Strindbergs Fröken Julie och Laura i samma författares Fadren. Hon har även uppträtt i flera Tarjei Vesaas-dramatiseringar, till exempel Morgonvinden och Bleikeplassen. Hon har bland annat iscensatt Hans Wiers-Jenssens Anne Pedersdotter, García Lorcas Bernardas hus och flera Ibsenskådespel. Hon har även haft filmroller.

## Filmografi (urval)
- 1946 – På kant med samhället
- 1952 – Vi vil skilles
- 1955 – Pyromanen
- 1960 – Veien tilbake
- 1961 – Strandhugg